# Фейер
Фейер (на унгарски: Fejér) е една от 19-те области (или комитати, megye) в Унгария. Разположена е в централната част на страната. Административен център на област Фейер е град Секешфехервар.